# NGC 7573
NGC 7573 ist eine Balken-Spiralgalaxie vom Hubble-Typ SBc im Sternbild Wassermann. Sie ist schätzungsweise 358 Millionen Lichtjahre von der Milchstraße entfernt.
Das Objekt wurde im Jahre 1886 von Frank Muller entdeckt.